# Ladislav Novák (politik)
Ladislav Novák (5. dubna 1872 Praha – 29. srpna 1946 Praha) byl československý průmyslník, politik a spisovatel.

## Biografie
Ladislav Novák byl synem význačného mecenáše a průmyslníka Josefa Vincence Nováka a Vilémíny Kaplanové. Měl tři sourozence Václava, Josefa (1875–1941) a Vilemínu Funkovou (1882–1957).
Vystudoval střední školu a vysokou školu technickou v Praze. V roce 1899 se oženil s dcerou rytíře Bedřicha Klenky Olgou (1875–1836), se kterou měl dvě děti: Karlu Čulíkovou (1900) a Ladislava (1901). Po svatbě pobýval delší dobu v zahraničí. Po návratu se stal ředitelem továrny Novák a Jahn v Praze. Podílel se na organizování a koncentraci strojírenského průmyslu.
V roce 1920 zasedal v Revolučním národním shromáždění za Českou státoprávní demokracii, respektive za z ní vzniklou Československou národní demokracii. Nastoupil sem na 109. schůzi v lednu 1920. Po parlamentních volbách v roce 1920 se stal poslancem Národního shromáždění. Mandát ale získal až dodatečně v prosinci roku 1920 jako náhradník poté, co rezignoval poslanec František Sís. Poslanecké křeslo obhájil v následujících volbách, tedy v parlamentních volbách v roce 1925 i parlamentních volbách v roce 1929.
Ve straně se profiloval jako odborník na hospodářské otázky. Podle údajů k roku 1929 byl profesí ministrem obchodu, bytem v Praze.
Vládní posty držel po dlouhou dobu. Ve vládě Edvarda Beneše a první vládě Antonína Švehly zastával v letech 1921–1925 post ministra průmyslu, obchodu a živností. V druhé vládě Antonína Švehly nebyl přítomen, ale pak od roku 1928 zaujal stejný resort v třetí vládě Antonína Švehly. Setrval na něm do roku 1929 i v první vládě Františka Udržala. Ve vládě Edvarda Beneše v letech 1921–1922 kromě toho zastával funkci ministra zahraničního obchodu. Tento rezort byl poté zcela zrušen. Ve straně patřil Ladislav Novák k pragmatickému, průmyslovému křídlu. V roce 1929 vyvinul tlak na předsedu Karla Kramáře a docílil tak zastavení protibenešovské kampaně.
Ladislav Novák je také znám jako autor řady libret k operám a baletům. Napsal také řadu vzpomínkových knih, např. Opera a balet staré gardy Národního divadla, Oskar Nedbal v mých vzpomínkách, O těch, kteří odešli, Stará garda Národního divadla, Dva čeští muzikanti (o K. Weisovi a K. Kovařovicovi) a Rodina vynálezců (o Josefu, Františku a Romualdu Božkovi).

## Dílo

### Drama
- Nad hrobem: drama o jednom jednání – Praha: vlastním nákladem, 1897
- Žárlivci: veselohra o 1 jednání – Praha: Máj, 1906
- Duellanti: veselohra o 3 dějstvích – Praha: Máj, 1913
- Detektiv: veselohra o 1 dějství – dle Winterfeldovy humoresky. Praha: Máj, 1914
- V ohni: veselohra o 1 jednání – Praha: Máj, 1916
- Matěj Kopecký : hra ze života českého loutkáře – Praha: Máj, 1919 [16]
- V záři minulosti: výpravná hra o 4 dějstvích – hudbou provází Jindřich z Káanů. Praha: Máj, 1919
- Lešetínský kovář: lidová opera o 3 dějstvích – podle Svatopluka Čecha; hudba Karel Weis. Praha: František Topič, 1920
- Bodrý venkovan : veselohra o jednom dějství – podle H. de Noussana. Praha: Máj, 1920 [17]
- Akrobat: opereta o 1 dějství: klavírní výtah s textem – Anatol Provazník. Praha: Mojmír Urbánek, 1920?
- Příboj lásky: hudební burleska o 3 dějstvích podle americké humoresky hudbu složil Jára Beneš. Praha: Máj, 1921
- Pražská příhoda: hra o 4 dějstvích – Praha: Máj, 1922
- Sedlák Jakub: komická opera o 2 dějstvích – podle Lope de Vegy; hudbu složil Oskar Nedbal. Praha: Máj, 1922
- Venuše na cestách: fantastická utopie o 3 dějstvích hudbu složil A. Provazník. Praha: Máj, 1922
- Bengle: veselohra o 3 dějstvích – Praha: Máj, 1925
- Sběratelé obrazů: veselohra o 1 dějství – Praha: Máj, 1925
- Svědomí: drama o třech dějstvích – Praha: Máj, 1927
- Tajemné námluvy: veselohra o jednom dějství – Praha: Máj, 1932
- Habrštokův saxofon: veselohra o třech dějstvích – Praha: Máj, 1934
- Obětovaný: hra o jednom dějství – Praha: Máj, 1935
- Boj s ismy: hra o 3 dějstvích s proměnou – Praha: Máj, 1936
- Zamotané námluvy: veselohra o jednom dějství – Praha: Máj, 1942
- Dornička: opera – hudba Maxmilián Hájek, 1949

### Próza
- Pardubák: válečná novela z roku 1866 – Praha: Máj, 1906
- Arcivévodova ložnice a jiné humoresky – ilustroval Robert Schlosser. Praha: Máj, 1927
- Pepa: (Peřeje) – Praha: Máj, 1936
- Stella: román filmové hvězdy a dvě povídky přímořské [Otec Grott, Zlata] – Máj: 1936
- Lesní triptych – Praha: Máj, 1940
- Vzácné koření a jiné humoresky – Praha: Pražská akciová tiskárna (PAT), 1941
- Jedináčkové: román z pražského života – Praha: PAT, 1942

### Jiné
- Loutkové divadlo – Praha: Máj, 1905
- Proslov, přednesený v pantheonu Musea dne 20. července 1924 – Praha: Masarykova akademie práce, 1924
- Stará garda Národního divadla – Praha: Josef Richard Vilímek, 1937
- Od draka k velkoletadlu – upravil Hugo Steiner. Praha: Karel Synek, 1938
- Opera a balet staré gardy Národního divadla: s dvaapadesáti dokumentárními vyobrazeními – Praha: J. R. Vilímek, 1938
- Dva čeští muzikanti [Karel Kovařovic a Karel Weis]: s jednadvaceti dokumentárními vyobrazeními – Praha: Máj, 1940
- O těch, kteří odešli... – Praha: Máj, 1940 [18]
- Oskar Nedbal v mých vzpomínkách] – Praha: Máj, 1941 [19] [20]
- Pásmo vzpomínek – Praha: Máj, 1941 [21]
- Rodina vynálezců – Praha: Archiv pro dějiny průmyslu, obchodu a technické práce, 1941

### Hudebniny/balet
- Olim: výpravná baletní pantomima o 4 jednáních a 9 obrazech – napsal Ladislav Novák; hudbou provází Jindřich z Káanů. Praha: Máj,
- Z pohádky do pohádky: taneční báchorka o 4 jednáních a 6 obrazech – O. Nedbal; pro klavír na 2 ruce upravil V. Wolf. Praha: František Augusti Urbánek, 1908
- Paní Moda: baletní pantomima o 13 obrazech s předehrou a dohrou – Anton Rubinstein; choreografie Achille Viscusi. Praha: Máj, 1910
- Princezna Hyacinta: groteskní pantomima o 3 dějstvích: klavírní výtah – O. Nedbal. Praha: M. Urbánek, 1911
- Andersen: taneční pohádka o 9 obrazech – napsali Ladislav Novák a Jaroslav Kvapil; hudbu složil O. Nedbal. Praha: v. n., 1914
- Zlatý závoj: pantomimická pohádka o předehře a 3 dějstvích s 9 obrazy – hudbu složil J. Beneš, uspořádal baletní mistr Augustin Berger. Praha: Emanuel Starý, 1921
- Milování [hudebnina]: píseň s průvodem klavíru – Antonín Srba. Kutná Hora: Česká hudba, 1928
- Ballet Fantasie [hudebnina]: na motivy baletní pantomimy "Babička pokračuje": (Z pohádky do pohádky, II. díl.) – J. Beneš. Praha: M. Urbánek, 1929?
- Slavnostní pochod presidenta Dr. Edvarda Beneše [hudebnina] – Josef Řehoř. Praha: M. Urbánek, 1936